# Руджеро Паскуареллі
Руджеро Паскуареллі (італ. Ruggero Pasquarelli, нар. 10 вересня 1993) — італійський співак і актор. У 2010 році він взяв участь у четвертому сезоні італійського шоу талантів X Factor. Він також відомий тим, що знімався як Федеріко в аргентинській теленовелі «Віолетта» та як Маттео Бальсано в «Я Луна».

## Біографія

### Ранні роки
Руджеро Паскуареллі народився 10 вересня 1993 року в Пескарі, Абруццо, у Бруно та Антонелли Паскуареллі, і виріс у місті Читта-Сант'Анджело, містечку в провінції Пескара. ￼У дитинстві він брав уроки гітари та акторської майстерності. У 2008 році Паскуареллі почав брати уроки вокалу, а з 2009 року вивчав також фортепіано. У нього є молодший брат, який називається Леонардо Паскуареллі. У середній школі Руджеро навчався в педагогічному «Лісеу» і спеціалізувався в галузі мистецтва та індустрії розваг. Ще старшокласником, він  став співаком місцевої рок-групи 65013.

### X Factor
У 2010 році, під час свого останнього року в середній школі, Паскуареллі пройшов прослуховування у четвертому сезоні італійського талант-шоу X Factor. В результаті його обрала Мара Майончі учасником категорії «Хлопці», які не досягли віку 24 роки . Під час сьомого прямого ефіру Паскуареллі вперше потрапив у зону ризику разом із Кассандрою Раффаеле, але тільки суддя Раффаеле Еліо проголосував за усунення Паскуареллі, тому він залишився у шоу. Під час десятого прямого ефіру він вдруге потрапив в зону ризику. Паскуареллі не дозволяли виступати під час фінального ефіру, оскільки йому було 17 років, а італійські закони не дозволяють виступати після півночі людям, які не досягли повноліття . Замість цього транслювали попередньо записану виставу. Голосування суддів призвело до глухого кута, і голосування громадськості врятувало Невруза, а Паскуареллі зайняв шосте місце.

### «Віолетта»
У 2012 році Паскуареллі зіграв роль Федеріко в аргентинській теленовелі «Віолетта».

## Фільмографія
| Рік             | Назва                                | Роль            | Примітки                                          |
| --------------- | ------------------------------------ | --------------- | ------------------------------------------------- |
| 2010            | X Factor                             | Себе            | Конкурент                                         |
| 2011            | Соціальний король                    | Себе            |                                                   |
| 2011-12         | В Тур                                | Том             | Головна роль                                      |
| 2012-15         | «Віолетта»                           | Федеріко        | Сезони 1 і 2 — другорядна роль; Сезон 3 — головна |
| 2016-18         | «Я Луна»                             | Маттео Бальсано | Головна роль                                      |
| 2019-теперішній | «Аргентина, країна любові та помсти» | Торо            | Другорядна роль                                   |

## Дискографія

### Сингли
| Назва                                                                             | Рік  | Піки     | Піки | Піки | Піки | Піки | Піки | Сертифікати | Альбом                 |
| --------------------------------------------------------------------------------- | ---- | -------- | ---- | ---- | ---- | ---- | ---- | ----------- | ---------------------- |
| Назва                                                                             | Рік  | US Latin | ARG  | COL  | ECU  | SPA  | VEN  | Сертифікати | Альбом                 |
| «Probablemente»                                                                   | 2019 | —        | —    | —    | —    | —    | —    |             | Буде оголошено пізніше |
| «No Te Voy A Fallar»                                                              | 2019 | —        | —    | —    | —    | —    | —    |             | Буде оголошено пізніше |
| «Apenas Son Las 12» (з MYA)                                                       | 2019 | —        | —    | —    | —    | —    | —    |             | Буде оголошено пізніше |
| «-» позначає запис, який не склав діаграми або не був випущений на цій території. |      |          |      |      |      |      |      |             |                        |

## Нагороди та номінації
| Рік  | Нагорода                      | Категорія             | Робота                                      | Результат |
| ---- | ----------------------------- | --------------------- | ------------------------------------------- | --------- |
| 2015 | Kids' Choice Awards Argentina | Приголомшливий актор  | Віолетта                                    | Виграв    |
| 2016 | Kids' Choice Awards Colombia  | Улюблений актор       | Я Луна                                      | Виграв    |
| 2016 | Kids' Choice Awards Argentina | Улюблений актор       | Я Луна                                      | Виграв    |
| 2016 | Kids' Choice Awards Argentina | Вірусний момент       | Ruggelaria (розділена з Candelaria Molfese) | Виграв    |
| 2017 | Kids' Choice Awards Colombia  | Улюблений актор       | Я Луна                                      | Виграв    |
| 2017 | Tú Awards                     | #El chico sexy        | Я Луна                                      | Номінант  |
| 2017 | Tú Awards                     | #La parejita más cute | Руджеро Паскареллі & Asia Fazio             | Номінант  |